# Międzynarodowa Rada ds. Inżynierii Systemów
Międzynarodowa Rada ds. Inżynierii Systemów (ang. International Council on Systems Engineering) – organizacja non-profit, której celem jest rozwój inżynierii systemów i podnoszenie rangi zawodu inżyniera systemów.

## Opis
Powołana w 1990 roku, INCOSE zrzesza ponad 8000 członków reprezentujących szerokie spektrum kwalifikacji i kompetencji – od studentów po doświadczonych specjalistów, inżynierów, kierowników dużych firm, kierowników projektów oraz pracowników naukowych. Członkowie poszerzają swoją wiedzę, dzielą się pomysłami i współpracują w celu upowszechniania wiedzy na temat inżynierii systemów. Misją organizacji jest rozwój wiedzy oraz upowszechnianie dobrych praktyk z zakresu inżynierii systemów w przemyśle, środowisku akademickim oraz organizacjach rządowych poprzez promowanie interdyscyplinarnego i skalowalnego podejścia w tworzeniu technologicznych rozwiązań, które zaspokajają potrzeby społeczne. INCOSE jest zarządzane przez Radę Dyrektorów. Działalność techniczna jest kierowana przez Radę Wykonawczą, która nadzoruję 39 grup roboczych pracujących w ramach 7 komitetów: Edukacja i Badania, Modelowanie i Narzędzia, Procesy i Doskonalenie, Zarządzanie IS, Inicjatywy IS, Standardy i Aplikacje IS. INCOSE wydaje czasopisma naukowe, materiały instruktażowe, sponsoruje konferencje, tworzy standardy i wspiera edukację oraz działalność inżynierów systemowych. INCOSE jest członkiem FEAPO (ang. Federation of Enterprise Architecture Professional Organizations). FEAPO jest to ogólnoświatowe stowarzyszenie profesjonalnych organizacji, których zadaniem jest standaryzacja i rozwój dziedziny, jaką jest architektura korporacyjna.

## Historia
Początek INCOSE sięga roku 1989, w którym odbyła się konferencja zorganizowana przez General Dynamics na Uniwersytecie Kalifornijskim w San Diego, Kalifornia. Celem konferencji było omówienie problemu, którym był wzrost zapotrzebowania na wykwalifikowanych inżynierów będących w stanie rozumieć cały system, a nie tylko określone jego dziedziny. Problem ten został szerzej omówiony w roku 1990 podczas konferencji zorganizowanej przez firmę Boeing w Battelle Conference Center (Seattle, Waszyngton). Wzięło w nim udział 30 delegatów, którzy przyjęli statut i stworzyli pierwsze komitety, których celem było rozwiązywanie problemów z zakresu inżynierii systemów. Początkowo funkcjonowały one pod nazwą NCOSE (Narodowa Rada ds. Inżynierii Systemów). W 1995 roku organizacja oficjalnie zmieniła nazwę na INCOSE ze względu na jej międzynarodową ekspansję. Od roku 1990 liczba członków INCOSE stale rośnie.

## INCOSE: Rozdziały

### Członkostwo
INCOSE jest otwarte dla osób prywatnych, firm oraz instytucji akademickich. Istnieją 3 rodzaje członkostwa: Regular, Student i Senior.
INCOSE posiada ponad 60 oddziałów podzielonych na 3 obszary geograficzne:
- Sector I: Ameryka Północna i Południowa,
- Sector II: Europa, Bliski Wschód, Afryka,
- Sector III: Azja i Oceania

### INCOSE Poland Chapter
Polski rozdział INCOSE został oficjalnie zatwierdzony 2 stycznia 2014 roku i liczy około 30 członków. Jego prezesem jest Aleksander Buczacki. INCOSE Poland Chapter jest organizatorem konferencji naukowych oraz warsztatów, których celem jest rozpowszechnianie i rozwój wiedzy z zakresu inżynierii systemów w Polsce.

### Publikacje i produkty
- INCOSE Systems Engineering Handbook
- Systems Engineering
- INSIGHT newsletter
- Metrics Guidebook for Integrated Systems and Product Development
- I-pub publication database
- Systems Engineering Tools Database

### Standardy
Zadaniem Komitetu Standardów Technicznych INCOSE jest tworzenie i rozwój standardów w obszarze inżynierii systemów używanych na całym świecie. Przykładowe standardy wykorzystywane między innymi w Inżynierii Kosmicznej:
- ECSS-E-10 Space Engineering – Systems Engineering Part 1B: Requirements and process, 18 Nov 2004
- ECSS-E-10 Space Engineering – Systems Engineering Part 6A: Functional and technical specifications, 09 Jan 2004
- ECSS-E-10 Space Engineering – Systems Engineering Part 7A: Product data exchange, 25 August 2004
- ECSS-E-ST-10C – Space Engineering General Requirements 06.03.2009
- ISO/IEC 15288: 2002 – System Life Cycle Processes
- OMG Systems Modeling Language (OMG SysML), July 2006

### Nagrody
- INCOSE Pioneer Award: – jest to corocznie przyznawana nagroda za znaczący wkład w rozwój dziedziny inżynierii systemów.